# داميان هاريس (لاعب كرة قدم أمريكية)
داميان هاريس (بالإنجليزية: Damien Harris)‏ هو لاعب كرة قدم أمريكية أمريكي، ولد في 11 فبراير 1997 في ريتشموند في الولايات المتحدة.

## روابط خارجية
- داميان هاريس على موقع مرجع كرة القدم المحترفة.كوم (الإنجليزية)
- داميان هاريس على موقع كلية كرة القدم في سبورتس رفرنس.كوم (الإنجليزية)